# Turó de Can Gibert
El Turó de Can Gibert és una muntanya de 318 metres que es troba al municipi de Tordera, a la comarca del Maresme.